# Grand Prix Formule 1 van Japan 2014
De Grand Prix Formule 1 van Japan 2014 werd gehouden op 5 oktober 2014 op het Suzuka International Racing Course. Het was de vijftiende race van het kampioenschap.
De race werd overschaduwd door een zwaar ongeluk van Marussia-coureur Jules Bianchi, die als gevolg hiervan in een coma belandde. Negen maanden later overleed Bianchi op 17 juli 2015.

## Wedstrijdverslag

### Achtergrond

#### DRS-systeem
Voor het DRS-systeem werd, net zoals in 2013, één DRS-zone gebruikt. Het detectiepunt voor deze zone lag voor bocht 16, waarna het systeem op het rechte stuk van start/finish mocht worden gebruikt. Wanneer een coureur bij dit detectiepunt binnen een seconde achter een andere coureur reed, mocht hij zijn achtervleugel open zetten.

#### Record
Max Verstappen reed de eerste vrije training voor Toro Rosso als vervanger van Jean-Éric Vergne. Hij was met 17 jaar en 3 dagen ruim twee jaar jonger dan Sebastian Vettel toen hij zijn debuut maakte in een vrije training tijdens de Grand Prix van Turkije 2006. Verstappen reed later in het jaar nog vrije trainingen in de Verenigde Staten en Brazilië, waarmee hij zich voorbereidt op zijn Formule 1-debuut in 2015. Hij reed in deze vrije training de twaalfde tijd, maar moest enkele minuten voor het einde zijn auto aan de kant zetten met een motorprobleem.

### Kwalificatie
Nico Rosberg behaalde zijn achtste pole position van het seizoen voor Mercedes, met teamgenoot Lewis Hamilton op de tweede plaats. Het Williams-duo Valtteri Bottas en Felipe Massa kwalificeerde zich als derde en vierde. Fernando Alonso reed voor Ferrari de vijfde tijd, met Red Bull-coureur Daniel Ricciardo achter zich. De McLaren-coureurs Kevin Magnussen en Jenson Button kwalificeerden zich op de vierde rij, waarna de top 10 werd afgesloten door Red Bull-rijder Sebastian Vettel en Kimi Räikkönen, die voor Ferrari uitkomt.
Na afloop van de kwalificatie kreeg Lotus-coureur Pastor Maldonado tien startplaatsen straf omdat hij zijn zesde motor van het jaar gebruikte, waar er volgens de reglementen maar vijf zijn toegestaan. Aangezien hij zich met een zeventiende tijd niet ver genoeg naar voren kwalificeerde om de volledige tien startplaatsen in te kunnen leveren, zal hij tijdens deze race vijf plaatsen inleveren en tijdens de volgende race nogmaals vijf. Ook Toro Rosso-coureur Jean-Éric Vergne gebruikte zijn zesde motor van het seizoen, maar hij kwalificeerde zich wel genoeg naar voren om de volledige tien startplaatsen in te leveren.

### Race
De race stond in het teken van de cycloon 'Phanfone', die de dag na de race over het circuit zou trekken en tijdens de race al voor veel buien zorgde. Omdat het sterk regende bij de start van de race werd gestart achter de safety car. Na twee ronden achter de safety car besloot de wedstrijdleiding dat het te hard regende om door te kunnen rijden en werd de race stilgelegd. Twintig minuten later werd de race hervat en in ronde 10 reed de safety car de pitstraat in, waarna de race kon beginnen. Fernando Alonso moest zijn auto tijdens deze safetycarfase met elektrische problemen naast de baan zetten. 
Vanwege aquaplaning gleed de Sauber van Adrian Sutil tijdens de 41ste ronde van de wedstrijd van de weg in de Dunlop-bocht (bocht 7) en crashte in de bandenstapel. Terwijl de marshals bezig waren met een shovel de auto van Sutil weg te halen gleed de Marussia van Jules Bianchi een ronde later op identieke wijze van de baan en crashte daarbij met hoge snelheid tegen de shovel. De safety car neutraliseerde de wedstrijd, die vanwege de ernst van de situatie twee ronden later definitief werd stilgelegd. Bianchi werd bewusteloos per ambulance afgevoerd naar het ziekenhuis, na bijna een jaar in coma overleed de coureur op 17 juli 2015 aan zijn verwondingen.
De race werd gewonnen door Lewis Hamilton, die teamgenoot Nico Rosberg in ronde 29 inhaalde. Sebastian Vettel eindigde oorspronkelijk als vierde, maar de reglementen bepalen dat na een rode vlag de uitslag wordt bepaald aan de hand van de stand een ronde eerder. Hierdoor behaalde Vettel de derde plaats voor teamgenoot Daniel Ricciardo. Jenson Button wist door een slimme strategie (door als eerste te wisselen van regen- naar intermediate banden) als vijfde te eindigen, voor de Williams-coureurs Valtteri Bottas en Felipe Massa. Nico Hülkenberg en Sergio Pérez eindigden voor Force India als achtste en tiende, terwijl Jean-Éric Vergne ondanks zijn straf tussen hen in op de negende plaats finishte.

## Vrije trainingen
- Er wordt enkel de top 5 weergegeven.

| Vrije training 1 | Pos | No | Coureur          | Constructeur      | Tijd     |
| ---------------- | --- | -- | ---------------- | ----------------- | -------- |
| Vrije training 1 | 1   | 6  | Nico Rosberg     | Mercedes          | 1:35.461 |
| Vrije training 1 | 2   | 44 | Lewis Hamilton   | Mercedes          | 1:35.612 |
| Vrije training 1 | 3   | 14 | Fernando Alonso  | Ferrari           | 1:36.037 |
| Vrije training 1 | 4   | 77 | Valtteri Bottas  | Williams-Mercedes | 1:36.576 |
| Vrije training 1 | 5   | 7  | Kimi Räikkönen   | Ferrari           | 1:37.187 |
| Vrije training 2 | Pos | No | Coureur          | Constructeur      | Tijd     |
| Vrije training 2 | 1   | 44 | Lewis Hamilton   | Mercedes          | 1:35.078 |
| Vrije training 2 | 2   | 6  | Nico Rosberg     | Mercedes          | 1:35.318 |
| Vrije training 2 | 3   | 77 | Valtteri Bottas  | Williams-Mercedes | 1:36.279 |
| Vrije training 2 | 4   | 22 | Jenson Button    | McLaren-Mercedes  | 1:36.409 |
| Vrije training 2 | 5   | 1  | Sebastian Vettel | Red Bull-Renault  | 1:36.436 |
| Vrije training 3 | Pos | No | Coureur          | Constructeur      | Tijd     |
| Vrije training 3 | 1   | 6  | Nico Rosberg     | Mercedes          | 1:33.228 |
| Vrije training 3 | 2   | 44 | Lewis Hamilton   | Mercedes          | 1:34.210 |
| Vrije training 3 | 3   | 14 | Fernando Alonso  | Ferrari           | 1:34.439 |
| Vrije training 3 | 4   | 19 | Felipe Massa     | Williams-Mercedes | 1:34.564 |
| Vrije training 3 | 5   | 77 | Valtteri Bottas  | Williams-Mercedes | 1:35.061 |

Testcoureurs:
 Max Verstappen (Toro Rosso-Renault, P12)
 Roberto Merhi (Caterham-Renault, P20)

## Kwalificatie
| Pos                 | No | Coureur           | Constructeur         | Q1       | Q2       | Q3       | Grid |
| ------------------- | -- | ----------------- | -------------------- | -------- | -------- | -------- | ---- |
| 1                   | 6  | Nico Rosberg      | Mercedes             | 1:33.671 | 1:32.950 | 1:32.506 | 1    |
| 2                   | 44 | Lewis Hamilton    | Mercedes             | 1:33.611 | 1:32.982 | 1:32.703 | 2    |
| 3                   | 77 | Valtteri Bottas   | Williams-Mercedes    | 1:34.301 | 1:33.443 | 1:33.128 | 3    |
| 4                   | 19 | Felipe Massa      | Williams-Mercedes    | 1:34.483 | 1:33.551 | 1:33.527 | 4    |
| 5                   | 14 | Fernando Alonso   | Ferrari              | 1:34.497 | 1:33.675 | 1:33.740 | 5    |
| 6                   | 3  | Daniel Ricciardo  | Red Bull-Renault     | 1:35.593 | 1:34.466 | 1:34.075 | 6    |
| 7                   | 20 | Kevin Magnussen   | McLaren-Mercedes     | 1:34.930 | 1:34.229 | 1:34.242 | 7    |
| 8                   | 22 | Jenson Button     | McLaren-Mercedes     | 1:35.150 | 1:34.648 | 1:34.317 | 8    |
| 9                   | 1  | Sebastian Vettel  | Red Bull-Renault     | 1:35.517 | 1:34.784 | 1:34.432 | 9    |
| 10                  | 7  | Kimi Räikkönen    | Ferrari              | 1:34.984 | 1:34.771 | 1:34.548 | 10   |
| 11                  | 25 | Jean-Éric Vergne  | Toro Rosso-Renault   | 1:35.155 | 1:34.984 |          | 20   |
| 12                  | 11 | Sergio Pérez      | Force India-Mercedes | 1:35.439 | 1:35.089 |          | 11   |
| 13                  | 26 | Daniil Kvjat      | Toro Rosso-Renault   | 1:35.210 | 1:35.092 |          | 12   |
| 14                  | 27 | Nico Hülkenberg   | Force India-Mercedes | 1:35.000 | 1:35.099 |          | 13   |
| 15                  | 99 | Adrian Sutil      | Sauber-Ferrari       | 1:35.736 | 1:35.364 |          | 14   |
| 16                  | 21 | Esteban Gutiérrez | Sauber-Ferrari       | 1:35.308 | 1:35.681 |          | 15   |
| 17                  | 13 | Pastor Maldonado  | Lotus-Renault        | 1:35.917 |          |          | 22   |
| 18                  | 8  | Romain Grosjean   | Lotus-Renault        | 1:35.984 |          |          | 16   |
| 19                  | 9  | Marcus Ericsson   | Caterham-Renault     | 1:36.813 |          |          | 17   |
| 20                  | 17 | Jules Bianchi     | Marussia-Ferrari     | 1:36.943 |          |          | 18   |
| 21                  | 10 | Kamui Kobayashi   | Caterham-Renault     | 1:37.015 |          |          | 19   |
| 22                  | 4  | Max Chilton       | Marussia-Ferrari     | 1:37.481 |          |          | 21   |
| 107% tijd: 1:40.163 |    |                   |                      |          |          |          |      |

## Race
| Pos | No | Coureur           | Constructeur         | Rondes | Tijd/Oorzaak uitval | Grid | Punten |
| --- | -- | ----------------- | -------------------- | ------ | ------------------- | ---- | ------ |
| 1   | 44 | Lewis Hamilton    | Mercedes             | 44     | 1:51:43.021         | 2    | 25     |
| 2   | 6  | Nico Rosberg      | Mercedes             | 44     | +9.180              | 1    | 18     |
| 3   | 1  | Sebastian Vettel  | Red Bull-Renault     | 44     | +29.122             | 9    | 15     |
| 4   | 3  | Daniel Ricciardo  | Red Bull-Renault     | 44     | +38.818             | 6    | 12     |
| 5   | 22 | Jenson Button     | McLaren-Mercedes     | 44     | +1:07.550           | 8    | 10     |
| 6   | 77 | Valtteri Bottas   | Williams-Mercedes    | 44     | +1:53.773           | 3    | 8      |
| 7   | 19 | Felipe Massa      | Williams-Mercedes    | 44     | +1:55.126           | 4    | 6      |
| 8   | 27 | Nico Hülkenberg   | Force India-Mercedes | 44     | +1:55.948           | 13   | 4      |
| 9   | 25 | Jean-Éric Vergne  | Toro Rosso-Renault   | 44     | +2:07.638           | 11   | 2      |
| 10  | 11 | Sergio Pérez      | Force India-Mercedes | 43     | +1 ronde            | 11   | 1      |
| 11  | 26 | Daniil Kvjat      | Toro Rosso-Renault   | 43     | +1 ronde            | 12   |        |
| 12  | 7  | Kimi Räikkönen    | Ferrari              | 43     | +1 ronde            | 10   |        |
| 13  | 21 | Esteban Gutiérrez | Sauber-Ferrari       | 43     | +1 ronde            | 15   |        |
| 14  | 20 | Kevin Magnussen   | McLaren-Mercedes     | 43     | +1 ronde            | 7    |        |
| 15  | 8  | Romain Grosjean   | Lotus-Renault        | 43     | +1 ronde            | 16   |        |
| 16  | 13 | Pastor Maldonado  | Lotus-Renault        | 43     | +1 ronde            | 22   |        |
| 17  | 9  | Marcus Ericsson   | Caterham-Renault     | 43     | +1 ronde            | 17   |        |
| 18  | 4  | Max Chilton       | Marussia-Ferrari     | 43     | +1 ronde            | 21   |        |
| 19  | 10 | Kamui Kobayashi   | Caterham-Renault     | 43     | +1 ronde            | 19   |        |
| 20  | 17 | Jules Bianchi     | Marussia-Ferrari     | 41     | Ongeluk             | 18   |        |
| 21  | 99 | Adrian Sutil      | Sauber-Ferrari       | 40     | Ongeluk             | 14   |        |
| DNF | 14 | Fernando Alonso   | Ferrari              | 2      | Elektrisch          | 5    |        |

## Standen na de Grand Prix

### Coureurs
| Positie | Nummer | Rijder           | Team             | Punten |
| ------- | ------ | ---------------- | ---------------- | ------ |
| 1       | 44     | Lewis Hamilton   | Mercedes         | 266    |
| 2       | 6      | Nico Rosberg     | Mercedes         | 256    |
| 3       | 3      | Daniel Ricciardo | Red Bull-Renault | 193    |
| 4       | 1      | Sebastian Vettel | Red Bull-Renault | 139    |
| 5       | 14     | Fernando Alonso  | Ferrari          | 133    |

### Constructeurs
| Positie | Nummers | Team                 | Rijders                           | Punten |
| ------- | ------- | -------------------- | --------------------------------- | ------ |
| 1       | 6 44    | Mercedes             | Nico Rosberg Lewis Hamilton       | 522    |
| 2       | 1 3     | Red Bull-Renault     | Sebastian Vettel Daniel Ricciardo | 332    |
| 3       | 19 77   | Williams-Mercedes    | Felipe Massa Valtteri Bottas      | 201    |
| 4       | 7 14    | Ferrari              | Kimi Räikkönen Fernando Alonso    | 178    |
| 5       | 11 27   | Force India-Mercedes | Sergio Pérez Nico Hülkenberg      | 122    |